# 오남초등학교
오남초등학교는 대한민국 경기도 남양주시에 있는 공립 초등학교이다.

## 학교 연혁
- 1938년 5월 27일: 진건공립심상소학교 간이학교 인가
- 1943년 4월 1일: 진건공립국민학교 오남분교장 설치
- 1945년 9월 1일: 오남국민학교 개교

## 참고 자료
- 오남초등학교 - 한국교육학술정보원 학교알리미